# John M. Stahl

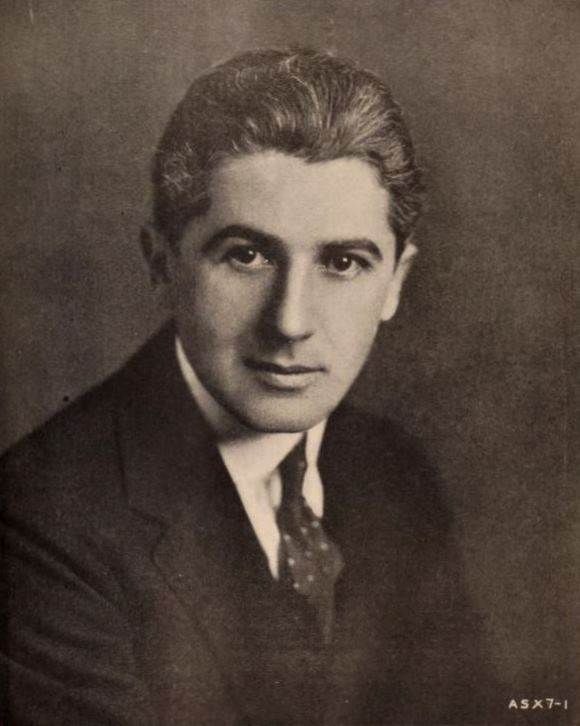
John M. Stahl (1920)

John Malcolm Stahl (eigentlich Jacob Morris Strelitsky; * 21. Januar 1886 in Baku, Russisches Kaiserreich; † 12. Januar 1950 in Hollywood, Los Angeles, Kalifornien) war ein US-amerikanischer Filmregisseur und Filmproduzent.

## Leben
Stahl wurde unter dem Namen Jacob Morris Strelitsky als Sohn russisch-jüdischer Eltern in Baku geboren und siedelte in frühen Kinderjahren mit seiner Familie nach New York City in die USA. Hier kam Stahl mit dem Filmgeschäft in Berührung, seine erste Regiearbeit datiert von 1914. In den frühen zwanziger Jahren wechselte Stahl zur Produktionsgesellschaft Louis B. Mayer Pictures nach Hollywood, die 1924 in MGM aufging. 1927 gehörte Stahl zu den 36 Gründungsmitgliedern der Academy of Motion Picture Arts and Sciences.
Inzwischen für Universal Pictures unter Vertrag begann er sich zu einem bekannten Regisseur für anspruchsvolle Melodramen zu entwickeln. Neben Seed, einem der ersten Filme, die sich mit dem Thema der Geburtenkontrolle beschäftigen, drehte Stahl Back Street, die Verfilmung des gleichnamigen Romans von Fannie Hurst. Der Film mit Irene Dunne war so erfolgreich, dass Universal ihn noch zwei weitere Male inszenierte. Im Folgejahr war Stahl für das Leinwanddebüt von Margaret Sullavan in Eine Frau vergisst nicht verantwortlich, einer Geschichte um eine ledige Mutter. Frauen am Scheidewege mit Claudette Colbert in der Hauptrolle war ein bemerkenswertes Beispiel für einen vertrauensvollen Umgang zwischen verschiedenen Rassen und ein machtvoller Appell an die Vernunft, ganz im Geiste des New Deal. Im Folgejahr inszenierte er Magnificent Obsession wieder mit Irene Dunne und dem jungen Robert Taylor.
Nachdem Stahls Karriere etwas ins Stocken geraten war, kam er bei 20th Century Fox zu neuem Glanz durch zwei sehr erfolgreiche, wenn auch von der Thematik her sehr unterschiedlichen Filmen: Schlüssel zum Himmelreich war ein intelligenter Film über einen idealistischen Priester, der viele Prüfungen auf dem Weg zum wahren Glauben bestehen muss. Gregory Peck wurde mit dem Film zum Star. Im Jahr 1945 inszenierte Stahl mit Todsünde einen der besten Film-noir-Streifen überhaupt, und das obwohl der Film ausschließlich in einem fast grellen Technicolor aufgenommen wurde. Der Film erwies sich an der Kinokasse als sehr populär. Gene Tierney erhielt für ihre Darstellung einer psychopathischen Mörderin eine Nominierung für den Oscar als beste Hauptdarstellerin, verlor aber gegen Joan Crawford, die die Trophäe für ihre Rolle in Solange ein Herz schlägt errang. Gegen Ende der Dekade verlief sich die Karriere von Stahl erneut in mittelmäßigen Filmen.
Stahl starb im Januar 1950 im Alter von 63 Jahren an einem Herzinfarkt. Er hinterließ seine dritte Ehefrau, die Schauspielerin Roxana McGowan (1897–1976), mit der er seit 1931 verheiratet war. Für seine Filmarbeit erhielt er 1960 einen Stern auf dem Hollywood Walk of Fame.

## Filmografie (Auswahl)
Als Regisseur
- 1913: A Boy and the Law
- 1917: The Lincoln Cycle
- 1918: Wives of Men
- 1918: Suspicion
- 1919: Her Code of Honor
- 1919: The Woman Under Oath
- 1919: Greater Than Love
- 1920: Women Men Forget
- 1920: The Woman in His House
- 1921: Sowing the Wind
- 1921: The Child Thou Gavest Me
- 1921: Suspicious Wives
- 1922: The Song of Life
- 1922: One Clear Call
- 1922: The Dangerous Age
- 1923: Erlebnisse einer Kammerzofe (The Wanters)
- 1924: Wenn Männer ausgehen (Why Men Leave Home)
- 1924: Der Mann, die Frau, der Freund (Husbands and Lovers)
- 1925: Fine Clothes
- 1926: Memory Lane
- 1926: The Gay Deceiver
- 1927: Verleumdung (Lovers?)
- 1927: In Old Kentucky
- 1930: A Lady Surrenders
- 1931: Meine Kinder – mein Glück (Seed)
- 1931: Strictly Dishonorable
- 1932: Back Street
- 1933: Eine Frau vergisst nicht (Only Yesterday)
- 1934: Frauen am Scheidewege (Imitation of Life)
- 1935: Magnificent Obsession
- 1937: Feuer über Irland (Parnell)
- 1938: Letter of Introduction
- 1939: When Tomorrow Comes
- 1941: Our Wife
- 1943: Immortal Sergeant
- 1943: Holy Matrimony
- 1944: The Eve of St. Mark
- 1944: Schlüssel zum Himmelreich (The Keys of the Kingdom)
- 1945: Todsünde (Leave Her to Heaven)
- 1947: Eine Welt zu Füßen (The Foxes of Harrow)
- 1948: The Walls of Jericho
- 1949: Father Was a Fullback
- 1949: Der Schlagerkönig (Oh, You Beautiful Doll)

Als Produzent
- 1929: Kapitän Halls große Liebe (The Lost Zeppelin)